# Daemonorops atra
Daemonorops atra är en enhjärtbladig växtart som beskrevs av John Dransfield. Daemonorops atra ingår i släktet Daemonorops och familjen Arecaceae. Inga underarter finns listade i Catalogue of Life.